# 歡迎回來百音
《歡迎回來百音》，為日本NHK電視台於2021年5月17日至2021年10月30日播出的第104部晨間劇，由NHK綜合頻道（AK局）拍攝製作，清原果耶主演。

## 企劃與製作
2020年5月27日公布製作相關事宜，宣布由18歲的清原果耶擔任女主角。此劇也是作為紀念東日本大震災10周年的連續劇。此劇於2020年9月28日於外景地登米正式開拍。

## 故事簡介
出生於宮城縣氣仙沼灣上擁有豐富自然資源的大島的女子高中生永浦百音，在2014年春天，從高中畢業的她因大學考試失利獨自離開故鄉搬遷至內陸的登米市，並寄住在祖父熟識的婆婆家，在當地她開始接觸了山林導覽與林業的相關工作。然而某天，來自東京的有名氣象預報員到訪使她的生活出現了轉機，在與其漫步山林的時候，告訴了她「氣象預報就是可以預測未來的世界」，受到啟發的百音因此決心考取氣象預報員資格而奮發努力，雖一度失敗，但在當地人的支持下最終突破難關。在上京後前往民營天氣預報公司工作的她，開始了解到氣象預報的影響層面甚廣，並與其他同事相處下累積經驗，而在2019年目睹颱風肆虐下家園的殘破，百音也思索了如何運用自己所學知識去幫助她的故鄉，因此她決心回到氣仙沼，展開未知的人生。

## 登場人物

### 主角
- 永浦百音：清原果耶（幼年期：池村碧彩、吉田帆乃華、童年期：池村咲良、櫻井歌織）

本劇主角。

### 宮城的人們

#### 永浦家
- 永浦耕治：內野聖陽

百音的父親。
- 永浦亞哉子：鈴木京香

百音的母親。
- 永浦未知：蒔田彩珠（幼年期：寺田藍月）

百音的妹妹。
- 永浦龍己：藤龍也

百音的祖父。
- 永浦雅代／旁白：竹下景子（日语：竹下景子）

百音的祖母。

#### 氣仙沼的人們
- 及川亮：永瀨廉

百音的同學，年輕的漁夫。
- 野村明日美：恒松祐里

百音的同學，島上唯一超市的女兒。
- 後藤三生：前田航基

百音的同學，僧侶的兒子。
- 早坂悠人：高田彪我

百音的同學。作風穩健，是同儕中的領袖。
- 及川新次：淺野忠信

阿亮的父親。
- 及川美波：坂井真紀

阿亮的母親。
- 橫山文惠（横山フミエ）：草村禮子（日语：草村礼子）

阿亮的外祖母。
- 後藤秀水：千葉哲也（日语：千葉哲也）

三生的父親。
- 野村道子：冨樫真（日语：冨樫真）

明日美的母親。
- 早坂香織：相築彰子（日语：相築あきこ）

悠人的母親。
- 遠藤克敏：山寺宏一

市政府觀光課課長。
- 太田滋郎：菅原大吉（日语：菅原大吉）

漁會組長。
- 小山繁樹：佃典彦（日语：佃典彦）

電台廣播員。
- 高橋美佳子：山口紗彌加

居酒屋店主。
- 水野一花：茅島水樹

大學攻讀社區建設，欲將所學用至鄉鎮，故休學移居氣仙沼。
- 石井明里（石井あかり）：伊東蒼

對百音志向持疑的中學生。
- 金子伸介：遠山俊也（日语：遠山俊也）

東京國際海洋大學教授。
- 雅憲：番家一路

雅代領養的少年。
- 村越晴香：小野寺Zuru（日语：小野寺ずる）

與觀光課洽談的農婦。
- 漁夫：伊達幹生（日语：伊達みきお）、富澤岳史（日语：富澤たけし）、平野貴大（日语：平野貴大）、平川真次

#### 登米的人們
- 新田彩加（新田サヤカ）：夏木麻里

資產家、山主。龍己的舊識。
- 菅波光太朗：坂口健太郎

診所醫生。
- 佐佐木翔洋：濱野謙太

森林團的課長。
- 川久保博史：緒方義博（日语：でんでん）

森林團的導覽員。
- 千葉颯太：土田諒

參觀林間學校的小學生。
- 福本圭輔：阿久津慶人（日语：阿久津慶人）

參觀林間學校的小學生。
- 圭輔的父親：豬俣三四郎
- 谷口：山口森廣（日语：山口森広）

林間學校的導覽老師。
- 川村：菊池佳南

林間學校的導覽老師。
- 伊藤：原金太郎（日语：原金太郎）

木匠。
- 熊谷：山本亨（日语：山本亨 (俳優)）

山林作業員。
- 田中和久：塚本晋也

爵士喫茶店老闆。
- 中村信弘：平山祐介（日语：平山祐介）

診所醫師，菅波實習時的指導。
- 山崎有香：佐藤真弓（日语：佐藤真弓）

森林團的員工。
- 木村慎一：阿部羅秀伸（日语：アベラヒデノブ）

森林團的員工。
- 菊地里乃：佐藤美雪（日语：佐藤みゆき）

咖啡廳「椎之實」的員工。
- 吉田美代子（吉田みよ子）：大島蓉子（日语：大島蓉子）

「椎之實」的常客。
- 井上千代子：高柳葉子（日语：高柳葉子）

「椎之實」的常客。
- 小野文子：關悅子

「椎之實」的常客。

### 東京的人們

#### Weather Experts
- 朝岡覺：西島秀俊（大學時期：粟大和）

知名氣象主播。
- 神野瑪莉安娜莉子（神野マリアンナ莉子）：今田美櫻

氣象預報士。
註：飾演神野瑪莉安娜莉子的今田美櫻為 NHK 2025年上半年的第112部晨間劇《紅豆麵包》女主角。
- 內田衛：清水尋也

氣象預報士。
- 野坂碧：森田望智

氣象預報士。
- 安西和將：井上順（日语：井上順）

氣象公司的社長。
- 星野光助：丸田典幸（日语：もう中学生）

社員。

#### 電視台
- 高村沙都子：高岡早紀

氣象報導的製作人。
- 澤渡公平：玉置玲央（日语：玉置玲央）

駐氣象廳的電視台記者。
- 照井達也：關太（日语：タイムマシーン3号）

晨間新聞主播。
- 板谷沙織：袴田彩會（日语：袴田彩会）

晨間新聞主播。
- 益田：長友郁真

節目導演。
- 等等力：長村航希（日语：長村航希）

助理導演。
- 秋山：興津正太郎（日语：興津正太郎）

助理導演。
- 宮川祐介：松田泰成

戶外實況記者。
- 久原大志：達淳一（日语：達淳一）

晨間新聞主播。
- 岸谷加奈子：粕谷聰子

晨間新聞主播。

#### 其他人物
- 井上菜津：舞子（日语：マイコ (女優)）

百音的房東。
- 小倉肇：沼田爆

菜津的祖父。
- 小倉光子：大西多摩惠（日语：大西多摩恵）

菜津的祖母。
- 鮫島祐希：菅原小春

輪椅馬拉松選手。
- 中本：若尾義昭（日语：若尾義昭）

東英大學教授。
- 宮田彰悟：石井正則

菅波的病患。

## 播出日程
| 1                                                       | 1－5     | 2021年5月17日－5月21日 （天氣預報能預知未來？） | 一木正惠        | 18.4% |
| 2                                                       | 6－10    | 5月24日－5月28日 （守護生命的工作）             | 一木正惠        | 17.1% |
| 3                                                       | 11－15   | 5月31日－6月4日 （前往故鄉之海）                | 梶原登城        | 17.1% |
| 4                                                       | 16－20   | 6月7日－6月11日 （小未與牡蠣）                  | 梶原登城        | 16.4% |
| 5                                                       | 21－25   | 6月14日－6月18日 （開始學習了）                 | 桑野智宏        | 17.2% |
| 6                                                       | 26－30   | 6月21日－6月25日 （大人們的青春）               | 桑野智宏        | 16.5% |
| 7                                                       | 31－35   | 6月28日－7月2日 （彩加女士的樹）                | 一木正惠        | 16.7% |
| 8                                                       | 36－40   | 7月5日－7月9日 （仍然是那海）                   | 桑野智宏        | 16.7% |
| 9                                                       | 41－45   | 7月12日－7月16日 （雨後啟程）                   | 一木正惠        | 16.2% |
| 10                                                      | 46－50   | 7月19日－7月23日 （為誰預報氣象？）             | 梶原登城        | 16.4% |
| 11                                                      | 51－55   | 7月26日－7月30日 （知彼不懼）                   | 梶原登城        | 16.5% |
| 12                                                      | 56－60   | 8月2日－8月6日 （幸虧有您）                     | 一木正惠        | 15.5% |
| 13                                                      | 61－65   | 8月9日－8月13日 （截風而進）                    | 桑野智宏        | 16.0% |
| 14                                                      | 66－70   | 8月16日－8月20日 （離不開之物）                 | 押田友太        | 16.3% |
| 15                                                      | 71－75   | 8月23日－8月27日 （百音與未知）                 | 一木正惠        | 16.0% |
| 16                                                      | 76－80   | 8月30日－9月3日 （年輕人們）                    | 梶原登城        | 16.1% |
| 17                                                      | 81－85   | 9月6日－9月10日 （我們能做什麼）                | 中村周祐        | 16.1% |
| 18                                                      | 86－90   | 9月13日－9月17日 （想傳遞守護之念）             | 桑野智宏 原英輔 | 16.1% |
| 19                                                      | 91－95   | 9月20日－9月24日 （抵島）                       | 梶原登城        | 15.4% |
| 20                                                      | 96－100  | 9月27日－10月1日 （氣象預報士能做什麼？）       | 一木正惠        | 16.2% |
| 21                                                      | 101－105 | 10月4日－10月8日 （心中隱藏的思緒）             | 田中諭 舩田遼介 | 16.0% |
| 22                                                      | 106－110 | 10月11日－10月15日 （風暴中的氣仙沼）           | 桑野智宏        | 16.1% |
| 23                                                      | 111－115 | 10月18日－10月22日 （大人們的決斷）             | 梶原登城        | 15.9% |
| 24                                                      | 116－120 | 10月25日－10月29日 （邁向你所想的未來）         | 一木正惠        | 16.0% |
| 平均收視率16.3%（收視率由Video Research於關東地區統計） |          |                                                 |                 |       |

## 製作團隊
- 編劇：安達奈緒子
- 音樂：高木正勝
- 主題曲：BUMP OF CHICKEN[3]
- 旁白：竹下景子（日语：竹下景子）
- 一週總集篇回顧主持人：三明治人
- 導演：一木正惠、梶原登城、桑野智宏、津田溫子
- 製作人：上田明子
- 製作統籌：吉永証、須崎岳

## 外部連結
- NHK官方網站 （页面存档备份，存于）（日語）
- 歡迎回來百音的X（前Twitter）
- 歡迎回來百音的Instagram帳戶

| 日本 NHK 連續電視小說                    | 日本 NHK 連續電視小說                               | 日本 NHK 連續電視小說 |
| ---------------------------------------- | --------------------------------------------------- | --------------------- |
|                                          | 歡迎回來百音 （2021年5月17日－2021年10月30日）      |                       |
| 小女侍 （2020年11月30日－2021年5月14日） | Come Come Everybody （2021年11月1日－2022年4月8日） |                       |